# Железничарска купа
Железничарската купа е учредена е през 1947 година, като приз на Международния спортен съюз на железничарите (на английски: International Railway Sports Association; на френски: Union Sportive Internationale des Cheminots, USIC).
Турнирът се провежда като състезание между сборните отбори на железничарите от европейските страни (обикновено се практикува използването на най-силния клубен отбор, попълнен с най-добрите футболисти от другите железничарски отбори). Има сила на европейско железничарско първенство.
Участието на българските тимове в тоя турнир е особено успешно. Отборът на Локомотив София на 2 пъти печели купата и званието „европейски железничарски първенци“, а веднъж са и финалисти. В турнира през 1969-1970 г. взема участие сборен отбор, състоящ се от играчи на ЖСК-Славия и Локомотив Пловдив. На полуфинала те побеждават Италия с 6:0 в Пловдив и 6:1 във Виченца.

## Победители и финалисти
- 1947 – Будапеща

Югославия – Италия 2:1
- 1951 – Брюксел

Югославия – Франция 7:0
- 1953-1955 – Вейден (Австрия)

Австрия – ГФР 3:2
- 1956-1958 – Брюксел

Югославия – ГФР 2:2 (за победител е обявена Югославия, заради повечето спечелени корнери)
- 1959-1961 – София

България – Румъния 1:0
- 1962-1963 – Москва и София

България – СССР 3:0, 0:1
- 1968 – София

Румъния – България 3:1, 0:1
- 1971 – СССР
- 1974 – СССР
- 1979 – Регенсбург

СССР
- 1983 – Регенсбург

СССР
- 1987 – Хисаря, Първомай и Пловдив

СССР
- 1991 – Дуисбург

СССР
- 1995 – Хаарлем (Холандия)

Холандия
- 1999 – Сен Бревен льо Пен и Сен Мишел-Шеф-Шеф (Франция)

Словакия
- 2003 – Варна

България
- 2005 – Трутнов (Чехия)

Русия
- 2011 – Льо Вердон (Франция)

Франция
- 2015 – Сочи

?
- СССР и Русия – 7 (1971, 1974, 1979, 1983, 1989, 1991, 2007)
- България – 3 (1961, 1963, 2003)
- Югославия – 3 (1947, 1951, 1958)
- Австрия – 1 (1955)
- Румъния – 1 (1968)
- Холандия – 1 (1995)
- Словакия – 1 (1999)
- Франция – 1 (2011)